# Bastiaan de Groot
Bastiaan (Bas) de Groot (Tietjerksteradeel, 11 december 1948) is een Nederlandse beeldhouwer.

## Leven en werk
De Groot volgde een opleiding aan de Academie Minerva (1970-1975) in Groningen, met als afstudeerrichting beeldhouwen. Tot begin jaren 80 werkte hij vooral figuratief, daarna meer abstract. De Groot maakt monumentale sculpturen, vaak in natuursteen zoals graniet en marmer, dat hij zelf importeert. Hij maakte ook een aantal grafmonumenten.

## Werken (selectie)
- Zittende vrouw (1975/1980), Turfsingel, Groningen
- Maithuna (1980), Vondellaan, Groningen
- Zwangere vrouw (1981), Hanzeplein, Groningen
- De Bank (1983), Hoornsepad, Groningen
- De Vuistbijl (1983), Hoornsepad, Groningen
- De Ontmoeting (1985), Hoornsepad, Groningen
- Torso Lucy (1986), Zonneplantsoen, Groningen
- Geknielde vrouw (1986), Sauwerd
- La Gracieuse (1987/1992), Helmond
- La Gargoille (1987/1992), fontein, Helmond
- Nous sommes ici (1990), Hoofdweg, Paterswolde
- Le Matin (1993), De Veste, Coevorden
- Juntos en piedra, no obstante solos (1993), Isla de la Juventud (Cuba)
- De Ontmoeting (1995), Haren
- Beeldspraak (1996), monument voor Hendrik de Vries, Haren
- Zonder titel (1998), Werfkade, Hoogezand
- Cuba Cubano (1998), bij universiteit Nueva Gerona, Isla de la Juventud (Cuba)
- Inner rest (2000), Tiendeveen
- Phalanx (2000), Exloo
- Lost her head (2001), Coevorden
- Jubileumbeeld (2004), Woudbloem
- Monument ter nagedachtenis aan Harry de Vroome (2004), Balloërveld, Rolde
- Time zero (2012-2015), Westerdijk, Hoorn
- De Roos (2012), Winschoten

## Afbeeldingen

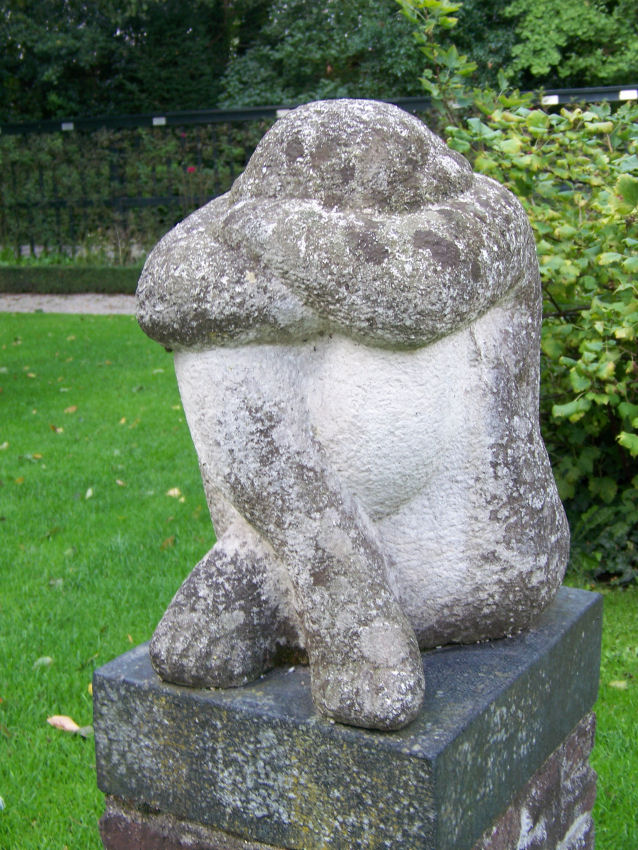
Zittende vrouw (1975-1980), Groningen
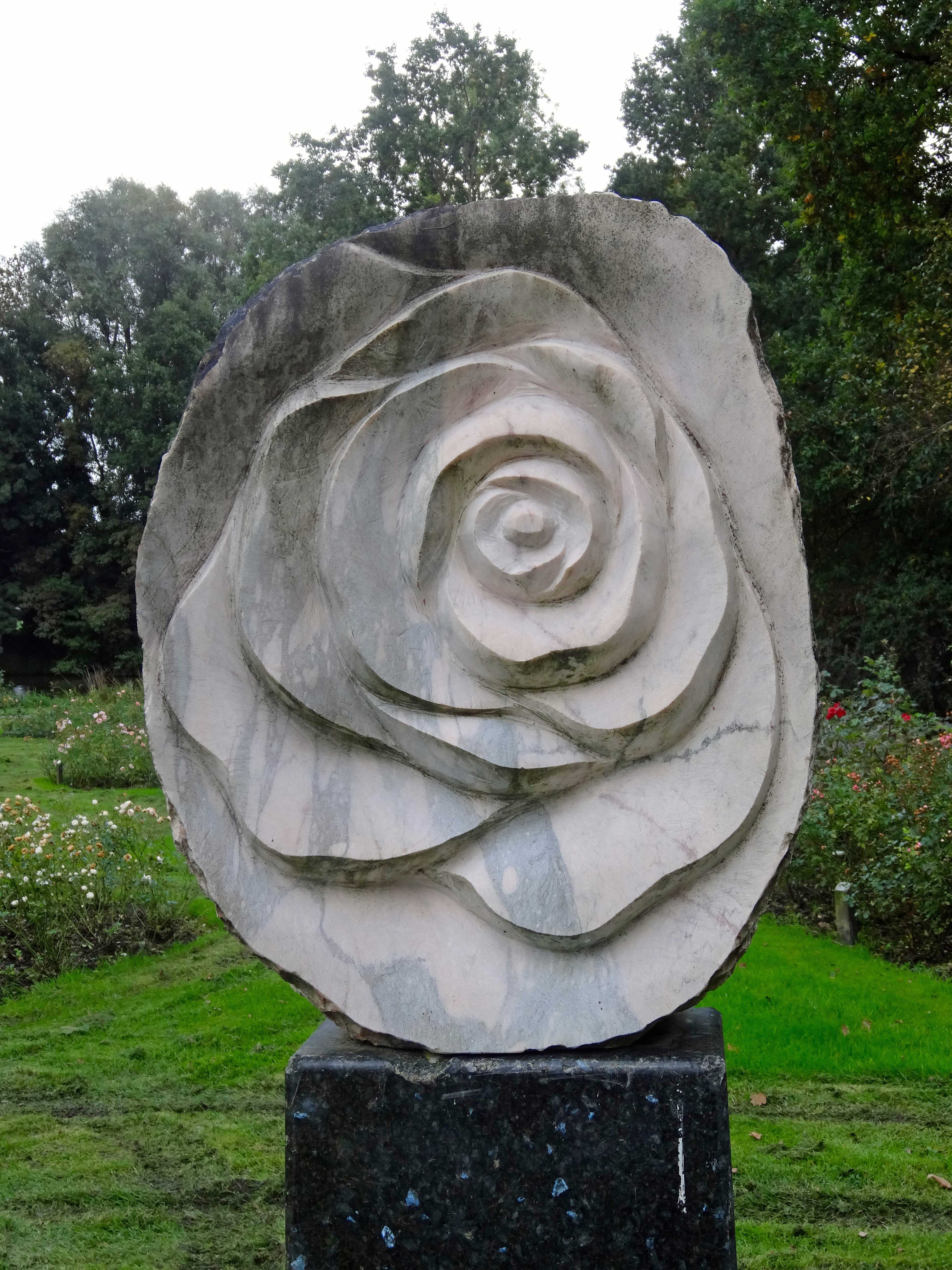
De Roos (2012), Winschoten
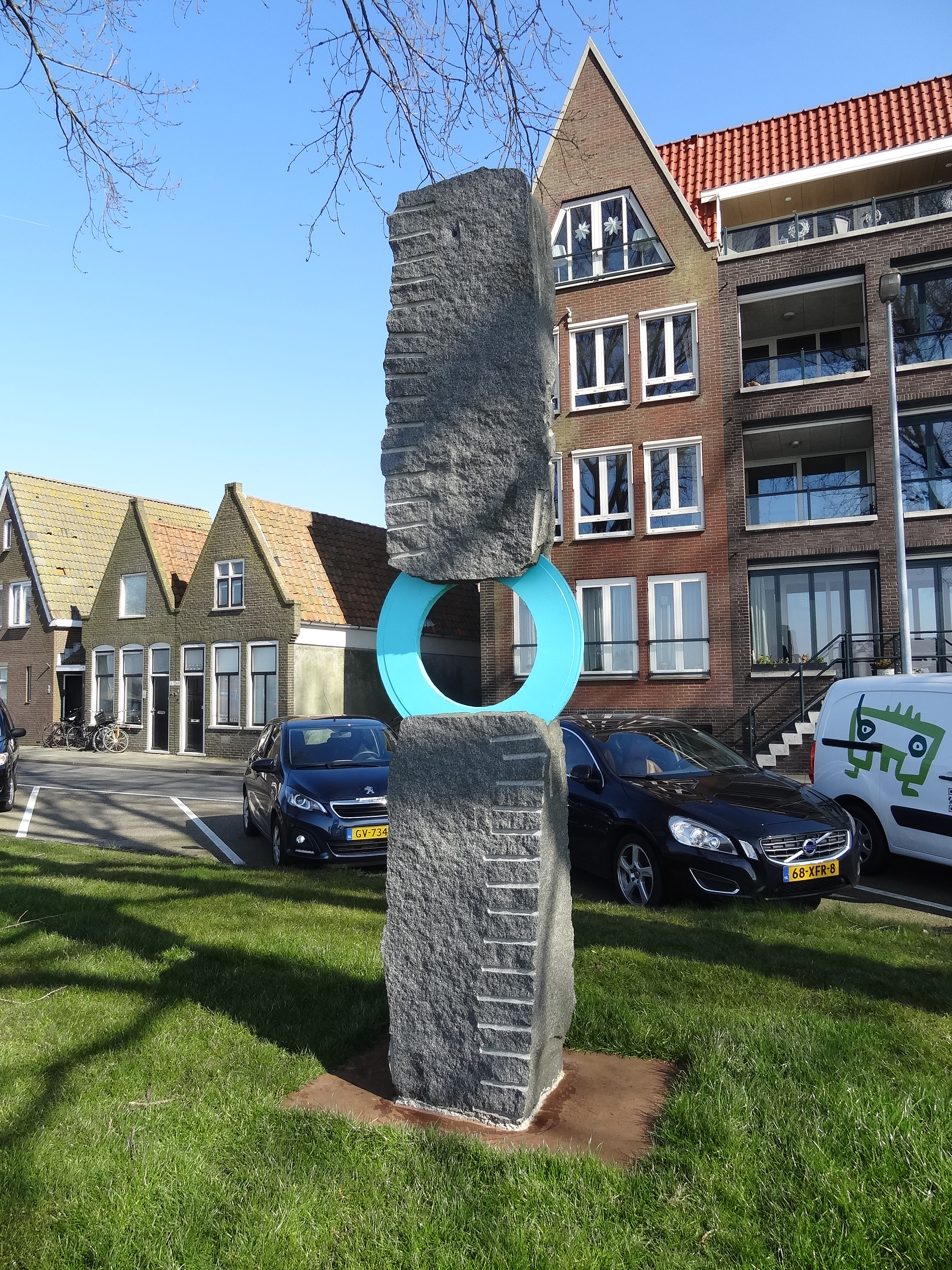
Time zero (2012-2015), Hoorn
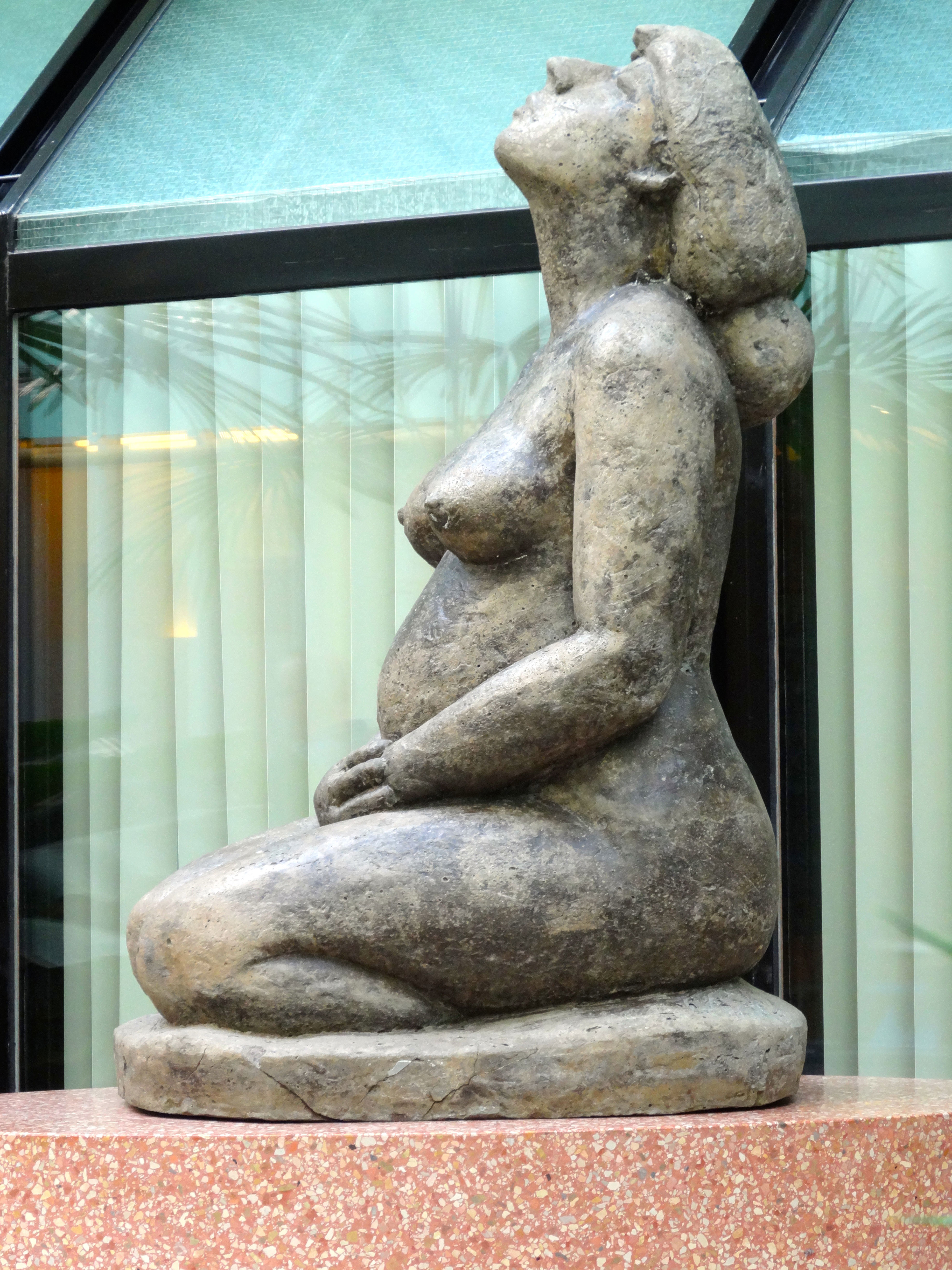
Zwangere vrouw (1981), Groningen